# ペリー郡 (テネシー州)
ペリー郡（英: Perry County）は、アメリカ合衆国テネシー州の中央部南西に位置する郡である。2010年国勢調査での人口は7,915人であり、2000年の7,631人から3.7%増加した。郡庁所在地はリンデン町（人口908人）であり、同郡で人口最大の町でもある。郡名は米英戦争のときのアメリカ海軍の英雄オリバー・ハザード・ペリー（1785年-1819年）に因んで名付けられた。
ペリー郡のリンデンの町近くにペリー郡空港がある。マウステイル・ランディング州立公園が郡内にある。

## 歴史
ペリー郡は1819年にハンフリーズ郡とヒックマン郡の一部を合わせて設立された。郡名は米英戦争のときのアメリカ海軍指揮官オリバー・ハザード・ペリー（1785年-1819年）に因んで名付けられた。ペリーはエリー湖の湖上戦で、自分の乗っていた旗艦が大破した後も、別の艦に移って戦い続け、イギリス艦隊を降伏させた。郡領域のテネシー川より西の部分が、ディケーター郡を創設するために使われた。郡内最初の開拓地はテネシー川に近いトムズ・クリーク沿いであり、1818年には郡内初の出産があった。これが後にペリー郡となる領域で最初の記録だったが、これ以前にヨーロッパ人による恒久的な開拓地ができていたことは明らかである。当初の郡庁所在地はハリスバーグと呼ばれる小さな町にあり、現在のリンデンからは約4マイル (6 km) 南だった。郡庁所在地は1848年にリンデンに移され、そこに現在ある郡庁舎が建設された。ハリスバーグは現在自治体として存在せず、認識される場所も無い。
ペリー郡は2008年から2009年の経済不況の影響を大きく受けた。失業率は27%に達し、州内最悪、国内でも高い部類に入った。これは郡民の多くを雇用していた自動車部品製造工場が閉鎖されたためだった。

## 地理
アメリカ合衆国国勢調査局に拠れば、郡域全面積は423平方マイル (1,095 km2)であり、このうち陸地415平方マイル (1,075 km2)、水域は8平方マイル (21 km2)で水域率は1.89%である。郡の西はテネシー川とケンタッキー湖であり、バッファロー川が郡内を二分している。郡の東部はバッファロー川に排水され、西部はテネシー川に排水されている。

### 隣接する郡
- ハンフリーズ郡 - 北
- ヒックマン郡 - 北東
- ルイス郡 - 南東
- ウェイン郡 - 南
- ディケーター郡 - 西
- ベントン郡 - 北西

## 人口動態
以下は2010年の国勢調査による人口統計データである。
| 基礎データ - 人口: 7,915人 - 世帯数: 2,977 世帯 - 人口密度: 7人/km2（19人/mi2）(州内最少） - 住居数: 4,599軒 - 住居密度: 4軒/km2（11軒/mi2） 人種別人口構成 - 白人: 95.8% - アフリカン・アメリカン: 1.5% - ネイティブ・アメリカン: 0.6% - アジア人: 0.2% - 混血: 1.5% - ヒスパニック・ラテン系: 1.7% | 年齢別人口構成 - 18歳未満: 28.4% - 18-64歳: 52.9% - 65歳以上: 18.7% - 年齢の中央値: 42歳 - 性比（女性100人あたり男性の人口） - 総人口: 100.8 - 平均構成人数 - 世帯: 2.55人 収入と家計 - 収入の中央値 - 世帯: 32,054米ドル - 人口1人あたり収入: 16,367米ドル - 貧困線以下 - 対人口: 20.2% |

## 都市と町
- リンデン — 町 - 郡庁所在地
- ローベルビル — 市

### 未編入の町
| - ベアズタウン - ベセル - ブルースカイ - バンカーヒル | - チェスナットグローブ - クルックトクリーク - デプリーストベンド - フラットウッズ | - ホーナー - ハワード - パインビュー - ポープ | - スプリングクリーク - シュガーヒル |